# Gladiolus watermeyeri
Gladiolus watermeyeri är en irisväxtart som beskrevs av Harriet Margaret Louisa Bolus. Gladiolus watermeyeri ingår i släktet sabelliljor, och familjen irisväxter. Inga underarter finns listade i Catalogue of Life.